# Satoru Uyama
Satoru Uyama (Takamatsu, 10 de diciembre de 1991) es un deportista japonés que compite en esgrima, especialista en la modalidad de espada. Participó en los Juegos Olímpicos de Tokio 2020, obteniendo una medalla de oro en la prueba por equipos (junto con Koki Kano, Kazuyasu Minobe y Masaru Yamada).

## Palmarés internacional
| Juegos Olímpicos | Juegos Olímpicos | Juegos Olímpicos | Juegos Olímpicos   |
| Año              | Lugar            | Medalla          | Prueba             |
| ---------------- | ---------------- | ---------------- | ------------------ |
| 2020             | Tokio (Japón)    | Medalla de oro   | Espada por equipos |